# Yokkaichi
Yokkaichi (japanska: 四日市市?, Yokkaichi-shi) är en stad i Mie prefektur i Japan. Staden fick stadsrättigheter 1897 och 
har sedan 2000
status som speciell stad
(japanska: 特例市?, Tokureishi) enligt lagen om lokalt självstyre.
Stadens namn betyder "fjärde dagens marknad" och kan härledas till att man en gång i tiden höll marknad dag 4, 14 och 24 varje månad.

## Yokkaichi-astma
Yokkaichi-astma (japanska: 四日市ぜんそく?, Yokkaichi zensoku) räknas till de fyra stora föroreningssjukdomarna i Japan. Kring 1960 hade Yokkaichi-området vuxit till ett av Japans industricentrum. Det fanns ett oljeraffinaderi, två stora kraftverk och ett stort antal fabriker som tillverkade kemiska produkter av olika slag.
Under perioden 1960-1969 fick så mer än 600 personer någon form av Kroniskt obstruktiv lingsjukdom, KOL eller astma. Normalt ansågs det att svaveldioxidutsläpp var orsaken till sjukdomsfallen, men en forskare ansåg att orsaken var svavelsyreångor från rostugnar vid en fabrik som tillverkade titandioxid.